# نايف الصواب
نايف خلف الصواب الشمري (مواليد 16 يونيو 2005) هو لاعب كرة قدم سعودي يلعب في نادي الجبلين.

## مسيرة اللاعب
بدأ في الفئات السنية في نادي قفار و انتقل إلى الفئات السنية في نادي الجبلين في عام 2018.